# Clara Immerwahrová
Clara Immerwahrová (21. června 1870 Wojczyce – 2. května 1915 Berlín) byla německá chemička narozená na území dnešního Polska. Narodila se v židovské rodině, roku 1897 konvertovala ke křesťanství. Byla první ženou v Německu, která získala doktorát z chemie (roku 1900 na Vratislavské univerzitě). Byla manželkou nositele Nobelovy ceny za chemii Fritze Habera (1901-1915), jemuž pomáhala ve výzkumu a překládala jeho články do angličtiny. Roku 1915 spáchala sebevraždu. Vztah s Haberem a její sebevražda se staly námětem několika televizních a filmových zpracování (mj. v seriálu Genius). V několika z nich je za příčinu její sebevraždy označen pocit viny za to, že se její manžel podílel za první světové války na vývoji prvních chemických zbraní. To však historici nepovažují za prokázané. Jisté ovšem je, že se před válkou angažovala jako pacifistka. Byla též bojovnicí za práva žen.